# Eulenmühle (Ziesar)
Die Eulenmühle ist eine durch die Buckau angetriebene Wassermühle im zur Stadt Ziesar gehörenden Ortsteil Bücknitz. Weiterhin ist sie ein ausgewiesener Wohnplatz. Die Mühle dient in neuer Zeit unter anderem als Kleinwasserkraftwerk.

## Geschichte

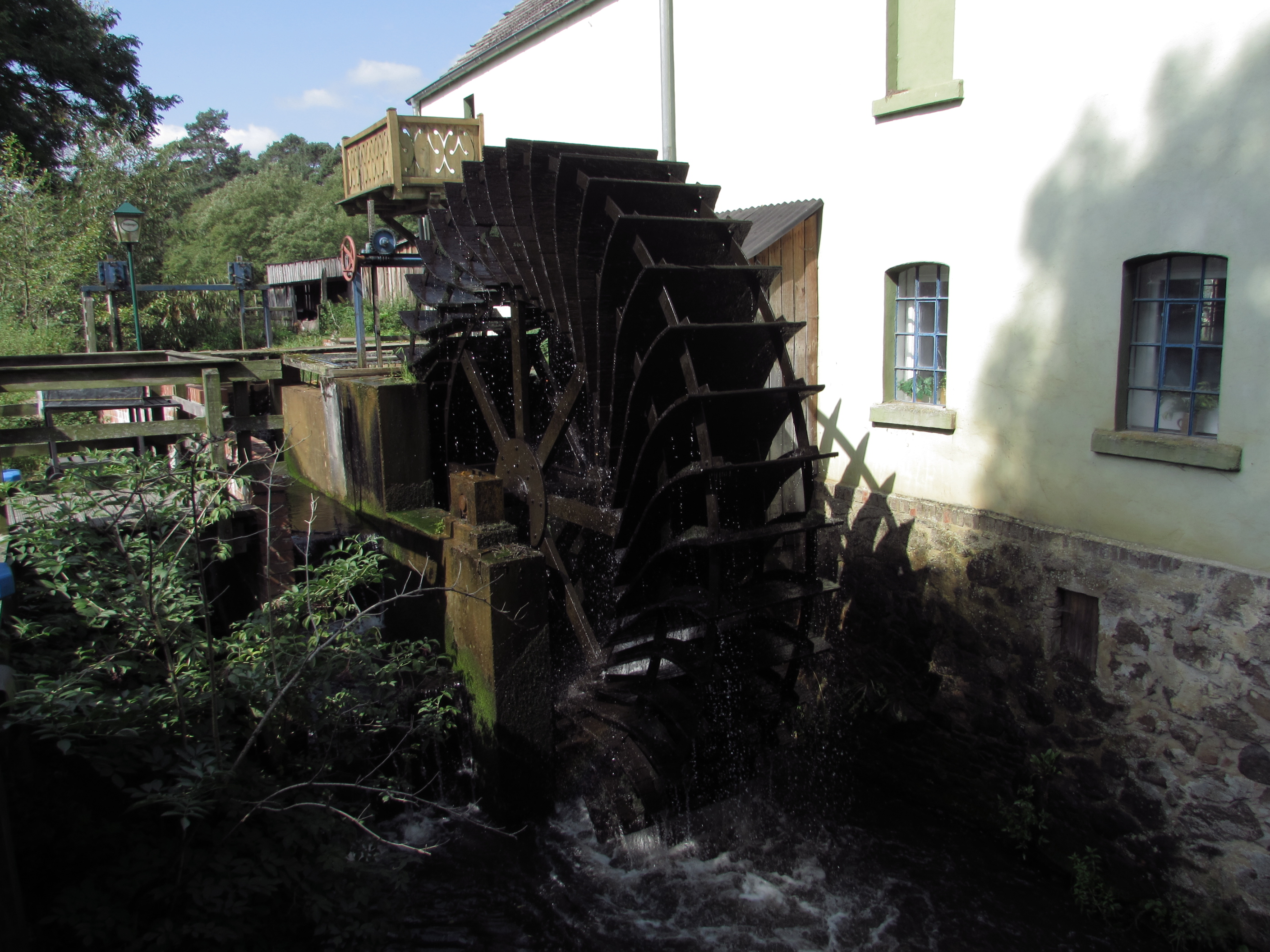
Das 1999 installierte Zuppinger-Wasserrad

An der Buckau wurden geschichtlich mehrere Wassermühlen betrieben. Die Eulenmühle wurde 1408 schriftlich erwähnt. 1785 beschrieb sie Heineccius als „Wassermühle mit zwei Mahlgängen und einem Ölgang“. Die Mühle gehörte dem Müller zu Eigentum, jedoch musste er eine jährliche Geldpacht an das Amt Ziesar entrichten. 1782 wohnten sechs Personen auf der Mühle. 1884 erfolgte die Modernisierung der bestehenden Mahlmühle. Müller war ein Herr Nuschenpickel. Aus dieser Zeit stammen die bestehenden Gebäude. Bereits im Jahr 1918 wurde eine erste Lichtstromanlage an die Mühle angeschlossen und elektrische Energie durch Wasserkraft gewonnen. Diese versorgte das Dorf Glienecke mit Strom. 1928 übernahm die Familie Schmücker die Wassermühle. Während des Zweiten Weltkriegs wurde die Eulenmühle mehrfach ausgeraubt. Die Mühle selbst blieb jedoch unbeschädigt. Bis zum Tode Otto Schmückers 1961 wurde die Mühle als Getreidemühle genutzt. Dessen Sohn Otto Schmücker jun. ließ die Eulenmühle in den 1980er Jahren zu einer Sägemühle umrüsten. Dazu wurde ein Sägegatter der Firma Goede aus dem frühen 20. Jahrhundert verbaut. Ebenfalls wurde 1982 wurde ein neues Wasserrad installiert. Nach nur 17 Jahren wurde 1999 das Wasserrad erneuert und durch ein größeres und stärkeres ersetzt. Dieses hat einen Durchmesser von 6,50 Meter und eine Breite von 1,30 Meter. Das Zuppinger-Rad hat 40 Schaufeln und dient in erster Linie der Stromerzeugung. Es ist ein Drehstromgenerator mit einer Leistung von bis zu 18 Kilowatt angeschlossen. Der gewonnene Strom wird für die eigene Stromerzeugung des Wohnplatzes Eulenmühle verwendet und in das öffentliche Stromnetz abgegeben. Das Sägewerk ist noch funktionstüchtig, wird jedoch nur noch gelegentlich in Betrieb genommen. Es dient meist dem Zuschneiden eigener Bäume. In der Eulenmühle wird eine Pension und eine Gaststätte betrieben. Führungen werden angeboten. Jährlich findet am Pfingstmontag ein Mühlenfest statt.